# Chamaeleo dilepis
Chamaeleo dilepis Leach, 1819 è un sauro della famiglia Chamaeleonidae diffuso nell'Africa subsahariana. Viene riconosciuto con il nome comune di camaleonte orecchiuto.

## Descrizione
Il nome comune di questa specie deriva dal grande casco cefalico allargato, simile delle orecchie

## Biologia
È una specie prevalentemente arboricola, che occasionalmente si sposta sul terreno.

## Distribuzione e habitat
La specie ha un ampio areale che si estende dal Camerun e dalla Nigeria ad ovest sino al Kenya e alla Somalia ad est, spingendosi a sud attraverso la Tanzania sino al Botswana, la Namibia, il Malawi, il Mozambico e il Sudafrica.

## Conservazione
La IUCN Red List classifica C. dilepis come specie a basso rischio (Least Concern).
La specie è inserita nella Appendice II della Convention on International Trade of Endangered Species (CITES).